# 漫威多元宇宙
在漫威漫画中，大多数故事发生在虚构的漫威宇宙中，而漫威宇宙是多元宇宙的一小部分。从英国队长的故事开始，大部分漫威漫畫的故事剧情中的主要事件都發生在616號宇宙，并且多元宇宙由梅林守护。每一个宇宙都有一名英国队长被指定来保护其宇宙內的不列颠群岛。这些保护者被统称为英国队长军团。这个团体出现于《王者之劍》系列并在其他系列中得到延续。在漫威多元宇宙中，几乎每一个宇宙都由神秘的维山帝三位一体神来任命至尊魔法師保卫世界以应对魔法威胁并持有阿迦莫多之眼。
后来，许多作家会在《流亡者》、《X战警》、《终极神奇四侠》等作品中利用和重塑多元宇宙。一個全新的宇宙也将从涉及时间旅行的角色的故事情节中衍生出来，例如瑞秋·萨默斯、機堡和主教，因为他们的行为使其所居住的宇宙产生了错位变动的时间线。

## 概念
多元宇宙集合了具有相似性質和共同層級的替代宇宙（Alternate universes）。由于一名角色的重大决定，替代宇宙中的许多故事都起源于另一个宇宙的变动。由于每一个宇宙的时间流逝都不同，一些宇宙似乎处于过去或未来的情景。通常會因為时间旅行而诞生出一個全新的平行宇宙，这些新宇宙的另一个名称是“替代时间线”（Alternate timeline）。多元宇宙包含大多数漫威书刊描绘的616號宇宙（主宇宙）、大部分假如宇宙以及大量的替代宇宙。
多元宇宙受到生命法庭的保护，祂是一个非常强大的人形宇宙实体，亦是整个多元宇宙的一员。生命法庭可能会阻止一个宇宙比其他任何一个宇宙聚集更多的能量，或者以某种方式破坏宇宙的平衡。祂仅由One-Above-All监管，一个全能的实体创造了整个漫威多元宇宙。
在多元宇宙的起源神话中，天神族是在原始的宇宙中第一批出現的生命体，他们为多元宇宙的创造做出了巨大的贡献，包括其中生命的持续进化。

## 特征
根据工匠所述，在所有平行宇宙中的变种人都因為M-Day而失去了超能力，就如同漫畫《X戰警：瀕危物種》中所述。然而，这个大规模的事件在任何其他漫威宇宙的作品中都没有出现，尽管可以利用时间问题来解释。在《X戰警：彌賽亞情結》的故事中，这一点被重新描述了，工匠表示，未来的时间线中的所有变种人都被剥夺了能力，而不是在平行宇宙中。

### 其他维度
并非每一个变动维度都是一个完整的独立现实，有一些維度是作为子维度的附属关系。

#### 口袋宇宙
- 反地球（英雄重生（英语：Heroes Reborn (1996 comic)））：在围绕狂攻（英语：Onslaught (Marvel Comics)）出现的事件后，驚奇先生的兒子富兰克林·理查兹将地球上的所有超级英雄都保存在这个口袋维度中。末日博士其後将反地球从一個不稳定的口袋维度中拯救出来并将其置于616號宇宙中的太阳的另一侧的轨道上。
- 山丘維度：米哈伊尔·拉斯普金在莫洛克隧道被洪水泛滥后所使用的一個十分危险的口袋维度。拉斯普金把所有摩洛克人带到山丘維度，並以“适者生存”的心态饲养他们。在这个维度中，时间比真實世界快几倍，在616號宇宙中只过了一两年的时间，在山丘維度中卻已經过了十多年。骨髓（英语：Marrow (character)）和其他基因国度的成员亦在这个维度中成长和生活。
- 微观宇宙（Microverse）：最初，漫威多元宇宙中存在著很多微观宇宙。最常登场的是被称为次原子和微航员（英语：Micronauts (comics)）家园的世界。
- 莫卓宇宙（Mojoverse）：一個所有生物都沉迷于角斗士直播节目的维度。由莫卓（英语：Mojo (comics)）所统治，是螺旋女（英语：Spiral (character)）和远射（英语：Longshot (Marvel Comics)）的家园。
- 负区（The Negative Zone）：大部分地區均无人居住，它是一个与地球互相平行的宇宙，所以跟地球有很多相似的地方。與地球的主要分别是负区中的所有物质都带负电。负区监狱阿尔法位于这里，亦是狮王（英语：Blastaar）和殲滅者的家园。
- 异域（Otherplace）：亦被称为“幽域（Limbo）”。恶魔的魔法维度，由贝拉斯科统治，主要出现在X战警的漫画故事中。
- 虚空（The Void）：一個存在于萨满的药袋中的口袋维度。
- 灵魂世界：一個存在于灵魂宝石中的口袋维度。

#### 扩展现实
- 阿瓦隆（Avalon）：这个领域是英国队长军团使用的多元宇宙接入点。也是凯尔特诸神和亚瑟王的家园。
- 暗力维度（Darkforce Dimension）：该维度还包括但不限于超级反派斑点（英语：Spot (comics)）使用的斑点世界和夜行者使用的硫磺维度。
- 幽域（Limbo） ：在时间之外，历史上由不朽者统治，以及太空骑士罗姆将可怕的幽灵放逐到的地方。
- 全视时域（Panoptichron）：流亡者（英语：Exiles (Marvel Comics)）的基地，与阿瓦隆结构不同但功能相似。

## 定义
替代现实的分类系统部分是由马克·格伦沃尔德设计的。

### 宇宙
宇宙（Universe）是一个单一的维度，例如漫威漫畫中的主宇宙616號宇宙。

### 现实
现实（Reality）是所有具有相同历史（在同一條時間線上）平行宇宙的集合。正因为每个现实中的所有平行宇宙历史相同，所以通常作品中仅展现其中之一，除非涉及到得知未来遭遇欲避免却不断重蹈覆辙的情节，如《神盾局特工》第五季中描述的TRN-679现实，包含无数个主角团队行动失败的平行宇宙，透过在这些平行宇宙中接替穿越的埃琳娜·「溜溜球」·羅德里奎转述。每一个现实中均存在著地球以及与之相关的其他子维度，例如阿斯嘉、黑暗维度或负区。存在著地球的现实是无限的，并且通常各有一种版本的阿斯嘉、黑暗维度和负区等等。例如像多玛暮这样的邪靈和像奧丁这样的神来自於不同的子维度，但它们都是属于616號現實，而其他现实则具有这些角色的不同版本的变体。由于大部份漫畫故事都发生在地球上，所以地球被视为它所属的现实的核心。因此，“地球”一词经常与“現實”互换使用，特别是在替代现实的概念方面。现实使用编号系统进行分类，每个现实都被分配一个唯一的编号。定义现实的术语是“XXXX號宇宙”（用给定现实的唯一编号代替“XXXX”）。由于地球作为任何给定现实的核心，现实名称通常使用前缀“-號宇宙”，因此“616號現實”通称为616號宇宙。

### 多元宇宙迭代
第一宇宙（First Cosmos）
起初，漫威多元宇宙并不存在，只有“第一蒼穹”（First Firmament），是第一宇宙（First Cosmos）的化身，祂创造了上進者（Aspirants）和天神族（Celestials）。天神族通过战争战胜了上進者并击碎了第一蒼穹，第一蒼穹的每一塊碎片都形成了一个宇宙，这些碎片宇宙组成了第一个多元宇宙，也就是第二宇宙（Second Cosmos）。第一蒼穹与残余上進者遁入遥远彼岸（Far Shore），而多元宇宙在周期迭代完成后灭亡，其化身也会进入遥远彼岸。
第一宇宙最初只有报应女神涅墨西斯存在，孤独的涅墨西斯以自己的一部分创造出了一批生命体，但由于这些生命体堕落邪恶，又被涅墨西斯消灭了。涅墨西斯最终在孤独中让自己的生命结束，無限寶石以及包括616號宇宙在内的许多现实因此诞生了，而被涅墨西斯消灭的恶魔也重生了。后来無限寶石在造物采石场下面被发现，这里成为天神族的居住地，天神族将無限寶石派送到各个宇宙。造物采石场成了远古诸神的坟墓，又被称为神之采石场。
第二宇宙（Second Cosmos）
第二宇宙的化身，在到达多元宇宙迭代周期时让第三宇宙接替了祂，汎金屬在此时诞生。天神族创造了欧米茄神族，與第一蒼穹的别名阿尔法對立。
第三宇宙（Third Cosmos）
第三宇宙的化身是女性化形象，作为第二代漫威多元宇宙，创造了生命使者一号（Lifebringer One）。生命使者一号与祂的宿敌反一切（Anti-All）是这代多元宇宙内唯二的存在。
第四宇宙（Fourth Cosmos）
第四宇宙、第三代多元宇宙的化身名为朝圣者（Pilgrim），朝圣者将时间错位的捍卫者联盟从第八宇宙带到第三宇宙的时代，之后解放了祂的能量形成了第五宇宙。之后祂带着善恶原型进入白热室（White Hot Room），没有进入遥远彼岸，因此永恒之战没有被召唤。
第五宇宙（Fifth Cosmos）
第五宇宙、第四代多元宇宙的化身创造了魔法与变幻。至尊法师莫里顿（Moridun）在这个多元宇宙迭代时，作为唯一幸存者以世界吞噬者Omnimax的身份进入第六宇宙。
第六宇宙（Sixth Cosmos）
第六宇宙、第五代多元宇宙的化身创造了科学。被名为黑冬（Black Winter）的多元宇宙实体吞噬。其中的唯一幸存者加蘭（Galan）与第六宇宙的核心融合，以行星吞噬者的身份进入第七宇宙。
第七宇宙（Seventh Cosmos）
第七宇宙、第六代多元宇宙的化身为两个，分别是永恆和无限。永恒是存在于整个多元宇宙中的时间结构，多元宇宙中的每个替代宇宙都表现为一个永恒的人格化。无数个宇宙中的永恒结合形成了与多元宇宙实体永恒。这一代宇宙是几乎所有漫威故事发生的时代，其他世代宇宙在特定情节中被提到。第七宇宙因为入侵事件被摧毁了，李德·理查斯将第七宇宙的一切转移到了第八宇宙，第七宇宙毫发无损的完成了多元宇宙迭代。
第八宇宙（Eighth Cosmos）
第八宇宙和第七代多元宇宙的化身仍旧为永恒，而无限进入了遥远彼岸（Far Shore）。在永恒之战期间，除了第四宇宙以外的每一代多元宇宙化身一起被永恒召唤，这些多元宇宙实体组成“终极”（Ultimates）联盟，以挫败第一苍穹的复辟计划。

### 超大宇宙
《漫威宇宙官方手册》21世纪版将“Megaverse”（超大宇宙）一词作为多元宇宙集合的名称，尽管由于商标问题，漫威实际上并不支持使用这一术语，很多时候直接以多元宇宙代称。
漫威漫畫超大宇宙包含漫威漫畫中的多元宇宙以及其他漫威出版的漫画系列。如：新宇宙（148611號宇宙）、超宇宙（93060號宇宙）、影子宇宙（88194號宇宙）、变形金刚U.S.（91274號宇宙）、变形金刚U.K.（120185號宇宙）、人猿星球（7481號宇宙）和骇星（8116號宇宙）等。
在第六宇宙和第五代多元宇宙的末期，生命法庭在咨询幽灵的意见后创造了两个超大宇宙实体红蓝兄弟（Brothers），作为漫威宇宙和DC宇宙的化身。后来为了停止兄弟间的争斗，生命法庭和幽灵将两个宇宙融合成一個混合宇宙（Amalgam Universe），兄弟俩融合为一个单一的存在。但两个宇宙中的超级英雄和反派也都发生了融合，生命法庭和幽灵再次将这两个宇宙分开。为了维持这个混合现实，奇异博士让混合宇宙成为了口袋宇宙。红蓝超大宇宙兄弟最終从蝙蝠侠和美国队长的身上得到了学习並停止了争斗。
漫威電影超大宇宙則包含所有漫威漫畫改編影視作品中的平行宇宙；影視版本的超大宇宙和漫畫版本的超大宇宙裏都存在各自的616號宇宙，分別為漫威電影宇宙主時間線616號宇宙以及漫威漫畫主宇宙616號宇宙。

### 全能宇宙
根据《漫威宇宙官方手册》并建立在马克·格伦沃尔德对该术语的原始定义的基础上， 全能宇宙（Omniverse）由所有虚构和现实结合而成，超出漫威版权作品的限制，包括真实世界以及其中所有虚构作品世界和神话宗教世界观。因此，逻辑上只能存在一个全能宇宙，因为当前存在的、过去存在的或将来可能存在的任何事物都是它的一部分。

## 主要的替代宇宙
如上所述，几乎每一个系列、时间线和其他媒体中的出现独立世界，其中大部分已被漫威漫画在许多出版物中编目，其中最著名的是《漫威宇宙官方手册》， 这些数字名称很少在参考书之外透露。虽然铠甲局和飞马计划似乎了解其他的漫威现实，使用同样的编号名称。
这些替代宇宙的数字名称多年来一直由漫威漫画公司定义，并在2005年的《漫威宇宙官方手册：替代宇宙》和自该手册发布以来的漫威出版物中汇编。  
由漫威维基（Marvel Database）设计的“临时现实编号”（TRN）系统将“TRN…號宇宙”放在数字之前，以表示官方尚未定名的现实。
许多官方数字是随机的或使用其他数字作为基础，比如终极系列（Ultimate Marvel）1610是经过616的换位再加上0，以区别于已经存在的161。此外，许多宇宙也被粉丝用各种编号方式指定了数字，例如漫威重要职员的生日（变形金刚宇宙的艺术家Nelson Ribeiro，91274號宇宙）或使用电话九键拼写名称（动画银滑宇宙，936652號宇宙，拼出Zenn-La）。
2014年，在蜘蛛人的衍生漫畫作品《蜘蛛宇宙》出版期间，作家丹·斯洛特在推特上发帖称，出现在维基条目和手册中的编号不计算在内，只有那些在“实际”故事中发布的编号才算。这是对蜘蛛宇宙中出现的一些宇宙的不同编号提出的问题的回应，例如蜘蛛之友来自1983號宇宙，而不是人们认为的8107號宇宙的名称。 这在读者中引起了一些争论，因为有些人认为数字与“原始”编号不匹配的“蜘蛛”是替代版本，或者尽管是官方的，但是否应该完全取消以前的编号。
在2015年的《秘密战争系列》中，超越者与各种不同宇宙的分子人的对抗导致了多元宇宙的毁灭，引发了各种“入侵”，因为宇宙間互相碰撞而互相摧毁，最终末日博士窃取了剩余的超越者的力量，并将最后一个平行宇宙整合到一个单一的战斗世界（Battleworld）中。末日博士统治了这个现实八年，直到奇异博士发现并释放先前多元宇宙中存在的关键英雄和反派，奇异博士一直担任末日博士的“警长”，直到幸存者给了他一个替代方案。在英雄们对末日博士堡垒的最后进攻中，当末日博士承认驚奇先生作为“神”会比他做得更好时，作为末日博士的力量泉源的分子人将力量转移给了神奇先生。在将616號宇宙恢复到超越者入侵开始之前的状态后，神奇先生离开与家人一起重建多元宇宙。
替代宇宙列表 （页面存档备份，存于）

## 漫威电影宇宙
多元宇宙亦有在漫威电影宇宙中出現，名为199999號宇宙，此官方編號由官方手冊訂立，在2023年動畫電影《蜘蛛人：穿越新宇宙》中首次被提及；其主要時間線被留存者命名為616號宇宙，該編號經常於留存者的“劇本”中作為彩蛋出現，其後因為一次多元宇宙事件而成為外界對主時間線的稱號，而其他替代時間線亦擁有各自的編號。從2014年電影《星際異攻隊》探索浩瀚的宇宙後，2015年电影《蟻人》、2016年電影《奇異博士》及劇集《神盾局特工》第四季進一步展現了宇宙外的平行維度，並在2018年電影《蟻人與黃蜂女》中進行拓展，深入探索平行維度「量子領域」。同年，《神盾局特工》第五季率先引入多重時間線的概念。而2019年電影《復仇者聯盟4：終局之戰》及《神盾局特工》於2020年播出的第七季作為對無限傳奇的總結亦將量子領域及多重時間線的重要性提升至關鍵等級，為接下來的多元宇宙傳奇埋下伏線。
2021年影集《洛基》第一季以多重時間線為核心主題的一部分，結局正式解鎖多重時間線，緊接著由動畫影集《無限可能：假如…？》探索在不同的分支時間線中發生的事件，展示一些朝往另一方向發展的故事線；同時，《洛基》第一季的最後一集中的對話透露漫威電影宇宙的故事發展不再受控，引出2021年電影《蜘蛛人：無家日》中，奇異博士的咒語出錯危害整個多元宇宙的事件，亦藉此與索尼影業蜘蛛人宇宙進行聯動，並揭示多重時間線之外的多元宇宙的巨大危險性。2022年電影《奇異博士2：失控多重宇宙》展開多重時間線冒險，穿梭於奇怪且危險的未知世界中，最後以觸發多元宇宙危機埋下伏線；2022年影集《驚奇少女》回到較小規模的平行維度中並加入了命定悖論使時間線的相關設定更為多樣化，同時以一件關鍵物品聯動2021年電影《尚氣與十環傳奇》，再次為未來的作品埋下伏線。作為2025年電影《復仇者聯盟：康之王朝》的前傳，2023年電影《蟻人與黃蜂女：量子狂熱》再次回到量子領域探索時間的奧妙，並聯動《洛基》中的事件帶出關鍵角色征服者康，為即將來臨的大事件鋪墊預熱。
| 喻體 | 本體       | 解釋 |
| ---- | ---------- | --- |
| 樹林 | 超大宇宙   | 由無數的平行宇宙集合而成，各個平行宇宙之間或多或少會擁有一些相同之處。漫威电影宇宙與其他由漫威漫畫改編的影視作品中的平行宇宙共屬同一個超大宇宙，而漫畫作品中的多元宇宙則處於另一個超大宇宙，因此漫畫中的多元宇宙與影視作品中的多元宇宙並無關係。 |
| 樹   | 平行宇宙   | 由大爆炸產生，裡面存在著多重時間線，因此每個平行宇宙都是一個多元宇宙，而各個平行宇宙之間並沒有任何聯繫。漫威電影超大宇宙中所有已知的平行宇宙已詳細列在下文中，其中最為人所知的漫威電影宇宙名為199999號宇宙：此宇宙在爆發一場橫跨時間線的多元宇宙戰爭後被獲勝的留存者一手掌管，所有其變體存在的時間線盡被消除，被切斷聯繫因而成為一個獨立的平行宇宙，伺機而動對待捲土重來的機會；整個199999號宇宙因此只剩下單一一組的時間線，稱為“神聖時間線”，時間線中的歷史沿革被留存者牢牢控制。在留存者死後，199999號宇宙重新形成一個多元宇宙。 |
| 樹幹 | 主時間線   | 一個平行宇宙誕生之初只有一條單一時間線，隨後不同的時間點開始出現分岐點事件，自我分支出替代時間線，即事件因為蝴蝶效應而朝着完全不同的方向發展，目前已知擁有穿越時間線能力的人包括艾美莉卡·查韋斯、黑暗神書的持有人、康、皮姆粒子的持有人、無限寶石的持有人和觀察者。每個平行宇宙內都存在著多重時間線，而在199999號宇宙中的31世紀，各個時間線上的同一名科學家發現了多重時間線的存在，其中一些好戰的變體挑起上文所提及到的戰爭，進而爆發全面衝突。在戰爭結束後，留存者以“編劇”的身份掌控神聖時間線，其歷史沿革盡被改寫，以防止再有其他變體出現引發戰爭，同時對199999號宇宙施加隔離和保護，以防止其他變體再度入侵。然而，留存者始終厭倦了這種生活，便在劇本中控制仇人找到自己，並在提出退位讓賢後給予其自由意志作出選擇，最後被其所殺而獲得解脫；神聖時間線卻因而失控崩塌，幾乎每一個時間點都出現分歧點事件而自我分支出無數條替代時間線，繼而令留存者的變體們重新出現，如同他死前所預計的那樣爆發第二次多元宇宙戰爭。而199999號宇宙亦隨之失去保護，留存者的劇本完結之處隨即引發了一場多元宇宙危機，雖然最後被勉強逆轉而結束，但他那些潛伏在外的變體也非常可能藉此得知捲土重來的時辰已到；199999號宇宙內則重新形成多元宇宙，多重時間線再次爆發一場由他的變體所挑起的戰爭，歷史的重演最終引發了無數宇宙對撞事件，並將導致整個199999號宇宙瀕臨毀滅。 |
| 樹枝 | 替代時間線 | 一個平行宇宙誕生之初只有一條單一時間線，隨後不同的時間點開始出現分岐點事件，自我分支出替代時間線，即事件因為蝴蝶效應而朝着完全不同的方向發展，目前已知擁有穿越時間線能力的人包括艾美莉卡·查韋斯、黑暗神書的持有人、康、皮姆粒子的持有人、無限寶石的持有人和觀察者。每個平行宇宙內都存在著多重時間線，而在199999號宇宙中的31世紀，各個時間線上的同一名科學家發現了多重時間線的存在，其中一些好戰的變體挑起上文所提及到的戰爭，進而爆發全面衝突。在戰爭結束後，留存者以“編劇”的身份掌控神聖時間線，其歷史沿革盡被改寫，以防止再有其他變體出現引發戰爭，同時對199999號宇宙施加隔離和保護，以防止其他變體再度入侵。然而，留存者始終厭倦了這種生活，便在劇本中控制仇人找到自己，並在提出退位讓賢後給予其自由意志作出選擇，最後被其所殺而獲得解脫；神聖時間線卻因而失控崩塌，幾乎每一個時間點都出現分歧點事件而自我分支出無數條替代時間線，繼而令留存者的變體們重新出現，如同他死前所預計的那樣爆發第二次多元宇宙戰爭。而199999號宇宙亦隨之失去保護，留存者的劇本完結之處隨即引發了一場多元宇宙危機，雖然最後被勉強逆轉而結束，但他那些潛伏在外的變體也非常可能藉此得知捲土重來的時辰已到；199999號宇宙內則重新形成多元宇宙，多重時間線再次爆發一場由他的變體所挑起的戰爭，歷史的重演最終引發了無數宇宙對撞事件，並將導致整個199999號宇宙瀕臨毀滅。 |

在漫威電影宇宙中，多元宇宙分為三個層次：

### 多重維度
在神聖時間線內並存著多個平行維度（包括宇宙），奇異博士的師父兼前任至尊魔法師古一把多重維度的情況稱為多元宇宙。在時間線分裂後，時間線中的所有平行維度亦隨之分裂，因而產生出替代時間線內的替代宇宙及替代維度。

### 多重時間線
- 《汪達幻視》（2021年）：緋紅女巫擁有改變現實、控制他人和創造他人的能力，而第7集的中場廣告為「核心」抗抑鬱藥，暗示汪達為「核心生命」（Nexus Being），即是自身的能力強大到能夠影響多元宇宙的發展的單一生命體，而單一生命體的能力通常是能任意改寫現實、穿越時空、感知到多元宇宙的存在或擁有特殊的魔法能力。

- 《洛基》第一季（2021年）：在漫威電影宇宙（199999號宇宙）中，神聖時間線是由留存者及其創立的時間變異管理局规定的正确时间流，這些時間線中的未來都不會出現留存者的變體。管理局通过“修剪”將導致其變體出現的分歧點事件（Nexus Event）来实现这一点，否则某些替代時間線的出现將導致留存者的變體誕生，繼而危害199999號宇宙的安全。但留存者之死造成了神圣时间线失控並分裂，每一個時間點因而出現了分歧點事件，導致多個關鍵事件向不同的方向發展，分支出多條替代時間線，形成多重時間線，觀察者把這個情況稱為多元宇宙。

- 《無限可能：假如…？》第一季（2021年）：神聖時間線中的多個關鍵時刻出現分歧點事件，由觀察者擔任旁述講述不同替代時間線中發生的事情。

- 《奇異博士2：失控多元宇宙》（2022年）：緋紅女巫為了與另一時間線中的兒子比利和湯米（英语：Speed (Marvel Comics)）一起生活而使用巫術控制各種怪物攻擊奇異博士和一名擁有穿越多元宇宙的能力的少女艾美莉卡·查韋斯，使整個多元宇宙處於危險之中；奇異博士最終成功阻止她，卻在過程中觸發了「宇宙對撞」，多元宇宙即將進一步陷入混亂。

- 《蟻人與黃蜂女：量子狂熱》（2023年）：多重時間線出現在征服者康與珍妮特·汎戴茵的對話中，而量子領域亦確認存在於多重時間線之外。

- 《洛基》第二季（2023年）

- 《無限可能：假如…？》第二季：觀察者繼續探索更多陌生的世界，結識新的英雄並確保多重時間線的安全。

以下為“替代時間線”的同義或近義詞：
- 分支時間線——替代時間線的別稱
- 替代現實（Alternate reality）——替代時間線內的宇宙或維度
- 替代宇宙——意即替代現實
- 分支現實（Branch reality）——替代現實的別稱

- 16828號宇宙：出现于短片《雷神小隊》，2015年電影《復仇者聯盟2：奧創紀元》之后，雷神索爾和浩克並未离开地球前往萨卡星的现实。
- 21818號宇宙：出现于《假如帝查拉成為星爵》，帝查拉被当作彼得·奎爾抓走而成为星爵並在長大後說服薩諾斯改邪歸正的现实。
- 29929號宇宙：出现于《假如奧創贏得勝利》，奥創成功征服整個宇宙的现实。
- 32938號宇宙：出现于《假如齊爾蒙格救下東尼·史塔克》，艾瑞克·齊爾蒙格在相繼殺死詹姆斯·羅德斯、帝查拉、東尼·史塔克和尤里西斯·克勞後，假意保護瓦干達並騙得瓦干達的信任而成為新任黑豹的现实。
- 51825號宇宙：出现于《假如世界失去最強英雄》，漢克·皮姆为了女兒荷普报复神盾局而杀死超级英雄的现实。
- 72124號宇宙：出现于《假如索爾是獨子》，幼年洛基被奥丁送还冰霜巨人的现实。
- 82111號宇宙：出现于《假如卡特隊長成為首位復仇者》，佩姬·卡特代替重伤的史蒂夫·罗杰斯成为超级士兵的现实。
- 89521號宇宙：出现于《假如喪屍來襲》，漢克·皮姆的妻子珍妮特·汎戴茵感染量子病毒成为喪屍的现实。
- 91233號宇宙：出现于《假如奇異博士失去愛人而非雙手》，奇異博士的车祸导致女友克莉絲汀·帕瑪死亡的现实。
- 出现于《假如觀察者違背誓言》，觀察者與奧創打鬥途中經過的一些宇宙
- 出现于《假如觀察者違背誓言》，多元宇宙守護者（英语：Guardians of the Multiverse）作戰鬥準備的一個無人宇宙
- TRN676號宇宙[d]：出现于《神盾局特工》第五季，2018年「重力子」格蘭·塔伯特（英语：Glenn Talbot）为了迎战进攻地球的灭霸而吸收了大量重力鎓，地球在過程中被撕裂的现实。幸存的地球人在灯塔空间站避难，到2022年被克里人统治。神盾局特工（616號宇宙）被長生人伊諾克送到这个现实的2091年消灭了克里人的统治，异人佛林特使用超能力修复地球，神盾局特工（616號宇宙）与此现实中的利奥波德·菲茨回到原时间点。
- TRN679號宇宙：《神盾局特工》第五季中提到，在这个现实里，从2091年返回原时间点的利奥波德·菲茨与潔瑪·西蒙斯、梅琳達·梅、埃琳娜·羅德里奎在地球毁灭时幸存，带领人类进入灯塔基地，之后被克里人奴役。利奥波德·菲茨与潔瑪·西蒙斯开始研究时间机器，并有了女儿以及后来的外孙迪克。原时间点的神盾局特工又被送到这个现实的2091年，在这个现实的无数宇宙中循环，直到TRN676號宇宙的利奥波德·菲茨从2091年返回原时间点后阵亡，地球得救打破循环。
- TRN732號宇宙：出现于《復仇者聯盟：終局之戰》，2012年的心靈寶石權杖与时间宝石分別被史蒂芬·羅傑斯和布魯斯·班納借去2023年，史蒂芬·羅傑斯在2023年大戰過後把兩顆寶石歸還。東尼·史塔克在嘗試偷走空間寶石時意外導致洛基逃脫，时间变异管理局因而逮捕洛基；史蒂芬·羅傑斯在取走心靈寶石權杖的過程中令一眾九頭蛇特工一度誤以為美國隊長是九頭蛇的一份子，其後在與2012年的美國隊長打鬥期間使其昏迷了一段時間。
- TRN733號宇宙：出现于《終局之戰》，2013年在阿斯嘉接受治疗的簡·福斯特体内的现实宝石被火箭浣熊取走以及雷神之锤被索爾借去2023年；史蒂芬·羅傑斯在2023年大戰過後把现实宝石和雷神之锤歸還，此现实因而併回神聖時間線。
- TRN734號宇宙：出现于《終局之戰》，2014年的莫拉格星的力量寶石与佛米爾星的靈魂寶石分别被詹姆斯·羅德和克林特·巴頓借去2023年，史蒂芬·羅傑斯在2023年大戰過後把兩顆寶石歸還；娜塔莎·羅曼諾夫（616號宇宙）在此现实死亡，此现实中的薩諾斯軍隊通过涅布拉（616號宇宙）进入616號宇宙。
- TRN735號宇宙：出现于《終局之戰》，1970年的莱利哈伊基地的皮姆粒子和宇宙魔方被史蒂芬·羅傑斯和東尼·史塔克带走；史蒂芬·羅傑斯在2023年大戰過後把皮姆粒子和宇宙魔方歸還，此现实因而併回神聖時間線。
- TRN769號宇宙：出现于《离家童盟》第三季第9集，2018年葛芮楚·優客以生命为代价将摩根勒菲放逐到黑暗维度。在2021年此现实中的尼科·米諾魯、卡洛琳娜·狄恩与茉莉·海耶斯跟随来自TRN770號宇宙的蔡斯·史坦和艾利克斯·懷德回到2018年（616號宇宙）拯救了葛芮楚·優客，随后此分支被销毁。
- TRN770號宇宙：出现于《离家童盟》第三季第10集，2018年葛芮楚·優客以生命为代价将摩根勒菲放逐到黑暗维度。之后蔡斯·史坦研究时间机器多年，维克多·曼查在他脖子上留下了一道疤痕，在2028年与艾利克斯·懷德通过时间机器回到2021年（衍生TRN769號宇宙现实），蔡斯·史坦最终在2018年（616號宇宙）死亡但拯救了葛芮楚·優客，随后此分支被销毁。
- TRN771號宇宙：出现于《斗篷與匕首》第2季第6集，由D’spayre创造的现实，表现为暗力维度中的一张唱片，泰隆·強森的哥哥与坦迪·鮑恩的父亲都未在罗克森油井爆炸时死亡的现实。
- TRN772號宇宙：出现于《斗篷與匕首》第二季第6集，由D’spayre创造的现实，表现为暗力维度中的一张唱片，罗克森油井未发生爆炸的现实。
- TRN773號宇宙：出现于《斗篷與匕首》第二季第8集，由D’spayre创造的现实，表现为暗力维度中的一张唱片，罗克森石油钻井搬到了佛罗里达州的现实。
- TRN774號宇宙：出现于《斗篷與匕首》第二季第8集，由撒麥迪男爵在暗力维度创造的现实。表现为一款与D'Spayre对决的街机游戏。
- TRN808號宇宙：出现于漫画《復仇者聯盟：奧創紀元 Episode 0》，2012年齊塔瑞人入侵纽约事件结束后，人类感染了齊塔瑞病毒变异成丧尸的现实。
- TRN810號宇宙：出现于《神盾局特工》第六季第13集，長生人与神盾局来到1931年进行多次跨越时间的对抗，造成与原时间线迥异的现实。
- TRN836號宇宙：《地獄風暴》剧集所在的现实。
- TRN866號宇宙：出现于《洛基》第一季第4集，洛基的女版變體希爾維诞生的现实。時間變異管理局修剪了此分岐點事件，此現實因此併回神聖時間線。
- TRN867號宇宙：出现于《洛基》第一季第5集，少年洛基杀死索爾後被時間變異管理局逮捕的现实。
- TRN868號宇宙：《洛基》第一季第5集提到，經典洛基並没有被灭霸杀死，最後被時間變異管理局逮捕的现实。
- TRN869號宇宙：《洛基》第一季第5集提到，洛基是一條鳄鱼并吃了邻居的猫，最後被時間變異管理局逮捕的现实。
- TRN871號宇宙：《洛基》第一季第5集提到，自誇洛基被時間變異管理局逮捕的现实。
- TRN872號宇宙：《洛基》中洛基总统被時間變異管理局逮捕的现实。
- TRN908號宇宙：出现于《假如觀察者違背誓言》，葛摩菈与東尼·史塔克在尼德威阿爾熔化无限手套的现实。
- 838號宇宙：眾復仇者因東尼·史塔克創造了代替復仇者守護世界的奧創而退休，奇異博士隨後組建了光明會，成員包括變種人查爾斯·賽維爾、復仇者先鋒卡特隊長、驚奇4超人隊長李德·理查斯、「驚奇隊長」瑪莉亞·藍博（英语：Maria Rambeau）和異人族之首「黑蝠王」布萊克卡德·伯特剛。該組織曾使用維山帝之書（英语：Book of Vishanti (Marvel Cinematic Universe)）擊殺意圖消滅銀河系一半生命以恢復宇宙平衡的泰坦霸王薩諾斯，但史傳奇事前曾不顧後果使用黑暗神書（英语：Darkhold (Marvel Cinematic Universe)）穿越多元宇宙、嘗試尋找對抗薩諾斯的方法，結果卻徹底摧毀了另一個宇宙，因此在光明會使用維山帝之書阻止宇宙撞擊後自願被處決。
- 617號宇宙：至尊魔法師捍衛者史傳奇向逃避追殺的查韋斯伸出了援手，二人在相處了一段時間後成為了朋友。他們決定前往多元宇宙之間的夾縫空間尋找維山帝之書，但史傳奇在途中被追殺他們的魔物所殺。
- 未命名宇宙：至尊魔法師史蒂芬·史傳奇被黑暗神書腐蝕心靈，隨後在其中一次夢行中觸發宇宙撞擊，其所處的宇宙逐漸毀滅。
- 史傳奇與查韋斯穿越至838號宇宙途中經過的宇宙：
  - 生命法庭雕像宇宙
  - 峽谷宇宙
  - 鏡子宇宙
  - 蜂房宇宙
  - 水底宇宙
  - 正常宇宙
  - 管道宇宙
  - 蠻荒之地
  - 漫畫宇宙
  - 方塊宇宙
  - 油漆宇宙
  - 九頭蛇崛起的宇宙
  - 世界末日後宇宙

### 多重宇宙
在漫威電影超大宇宙（Marvel Cinematic Megaverse）中，所有由漫威漫畫改編的影視作品中的平行宇宙（Parallel universe）形成了多元宇宙，與漫威電影宇宙（199999號宇宙）並存。
- 《蜘蛛人：新宇宙》（2018年）：1610B號宇宙的紐約市犯罪領主威爾遜·菲斯克所建造的超級粒子對撞機將幾位來自其他平行宇宙的蜘蛛人拉入該宇宙，危機化解後吸引了928B號宇宙的蜘蛛人 2099的注意。

- 《蜘蛛人：無家日》（2021年）：在神秘法師與《號角日報》的推動下，199999號宇宙的蜘蛛人身份暴露，彼得請求奇異博士協助。但在失去留存者保護的情況下，史傳奇的咒語因彼得的三心兩意而徹底失敗，199999號宇宙與其他平行宇宙之間的通道更因此打通，最後史傳奇使用咒語結束危機。

- 《蜘蛛俠：飛躍蜘蛛宇宙》（2023年）：蜘蛛人2099組建了「蜘蛛社會」，成員為其身處的平行宇宙中各時間線的蜘蛛人，該組織致力於保護多元宇宙，拯救各宇宙免受相撞摧毀。

- 《蜘蛛人：超越新宇宙》（2024年）

所有改編自漫威漫畫的真人或動畫影視作品都設定為發生於漫威電影超大宇宙中的各個平行宇宙：
- 600001號宇宙——《美国队长（英语：Captain America (serial)）》（1944年）
- 600026號宇宙——《漫威超級英雄（英语：The Marvel Super Heroes）》（1966年）
- 700089號宇宙——《驚奇4超人（英语：Fantastic Four (1967 TV series)）》（1967-1968年）
- 《蜘蛛宇宙》系列的平行宇宙（1967年至今）
  - 6799號宇宙[e]——《蜘蛛人（英语：Spider-Man (1967 TV series)）》宇宙
    - 67號宇宙——6799號宇宙的分支時間線

  - 51778號宇宙[e]——《東映蜘蛛人》宇宙
  - 8107號宇宙[e]——《蜘蛛人（英语：Spider-Man (1981 TV series)）》、《蜘蛛人和他的驚奇夥伴們》、《無敵浩克（英语：The Incredible Hulk (1982 TV series)）》
  - TRN094號宇宙[e]——《蜘蛛人（英语：Spider-Man (1982 video game)）》宇宙
  - 751263號宇宙[e]——《超級蜘蛛人（英语：Spider-Man Unlimited）》宇宙
  - 96283號宇宙[e]——《蜘蛛人三部曲》宇宙
    - TRN925號宇宙——「綠惡魔」諾曼·奧斯本（英语：Norman Osborn (Sam Raimi film series)）被傳送到199999號宇宙，其精神分裂於該宇宙被治好，最後被傳送回自身的宇宙。
    - TRN926號宇宙——「八爪博士」奧托·奧克塔維斯（英语：Otto Octavius (film character)）在被「蜘蛛人」彼得·帕克說服改邪歸正前被傳送到199999號宇宙，其四條機械手的自我意識於該宇宙被消滅，他最後被傳送回自身的宇宙。

  - 26496號宇宙[e]——《神奇蜘蛛俠（英语：The Spectacular Spider-Man (TV series)）》
  - 12041號宇宙[e]——《終極蜘蛛俠》、《復仇者聯盟之正義出擊（英语：Avengers Assemble (TV series)）》第一至四季、《無敵浩克幫（英语：Hulk and the Agents of S.M.A.S.H.）》、《浩克：惡夢怪物》、《火箭與格魯特（英语：Rocket & Groot）》
  - 13122號宇宙[e]——《樂高漫威系列（英语：Lego Super Heroes#Marvel）》宇宙
  - 120703號宇宙[e]——《系列電影》宇宙
    - TRN928號宇宙——「蜥蜴人」柯特·康納斯（英语：Curt Connors (The Amazing Spider-Man film series)）在「蜘蛛人」彼得·帕克制止他將所有人變為自己的同類前被傳送到199999號宇宙，並於該宇宙被治癒，最後被傳送回自身的宇宙。
    - TRN929號宇宙—「電光人」麥克斯·狄倫（英语：Max Dillon (The Amazing Spider-Man film series)）被以過電流的形式炸碎後困在了電網中，在即將轉化為純能量之際被傳送到199999號宇宙，並於該宇宙被治癒，最後被傳送回自身的宇宙。

  - 1610號宇宙[e]——「蜘蛛人」邁爾斯·摩拉斯的宇宙
  - 1610B號宇宙——「蜘蛛人」邁爾斯·摩拉斯|《蜘蛛人：新宇宙》、 《蜘蛛人：穿越新宇宙》
  - 616B號宇宙[e]——「蜘蛛人」彼得·B·帕克的宇宙
  - 65號宇宙[e]——「女蜘蛛人」關·史黛西的宇宙
  - 65B號宇宙——「女蜘蛛人」關·史黛西|《蜘蛛人：新宇宙》、 《蜘蛛人：穿越新宇宙》
  - 90214號宇宙[e]——「暗影蜘蛛人」彼得·帕克的宇宙
  - 14512號宇宙[e]——潘妮·帕克的宇宙
  - 8311號宇宙[e]——「豬豬人」彼得·豬客的宇宙
  - 928號宇宙[e]——「蜘蛛人2099」米格爾·奧哈拉的宇宙
  - 404號宇宙[e]——「女蜘蛛人」潔西卡·德魯的宇宙
  - 138號宇宙[e]——「龐克蜘蛛人」霍巴特·「霍比」·布朗的宇宙
  - 50101號宇宙[e]——「印度蜘蛛人」帕維特·普拉哈卡（英语：Spider-Man (Pavitr Prabhakar)）的宇宙
  - 835號宇宙[e]——「英國蜘蛛人」馬拉拉·溫莎（英语：Spider-UK）的宇宙
  - 53931號宇宙[e]——彼得·泊車（Peter Parkedcar）的宇宙
  - 1610A號宇宙[e]——狼蛛（英语：Tarantula (Marvel Comics)）的宇宙
  - 616號宇宙[e]——蜘蛛殺手（英语：Spidercide）的宇宙
  - 312500號宇宙[e]——「背水一戰（英语：The Sensational Spider-Man (vol. 2)#"The Last Stand" (issues 9–12)）」蜘蛛人的宇宙
  - 94號宇宙[e]——「緋紅蜘蛛人」班·萊利（英语：Ben Reilly）的宇宙
  - 31913號宇宙[e]——蛛絲甩蕩者（英语：Web-Slinger）的宇宙
  - 1048號宇宙[e]——Insomniac「蜘蛛人」彼得·帕克（英语：Peter Parker (Insomniac Games character)）的宇宙
  - 22191號宇宙[e]——「極客蜘蛛人」瑪戈·卡絲的宇宙
  - 42號宇宙[e]——「潛行者（英语：Prowler (comics)）」邁爾斯·G·摩拉斯的宇宙
  - 688號宇宙[e]——索尼影業蜘蛛人宇宙
- 57780號宇宙——《蜘蛛俠超能故事（英语：Spidey Super Stories）》（1974-1977年）
- 730911號宇宙——《神奇的蜘蛛侠（英语：The Amazing Spider-Man (TV series)）》系列（1977-1979年）
- 400005號宇宙——《绿巨人（英语：The Incredible Hulk (1978 TV series)）》影集（英语：List of The Incredible Hulk (1978 TV series) episodes#Episodes）（1977-1982年）及系列電影（英语：List of The Incredible Hulk (1978 TV series) episodes#Reunion movies (1988–90)）（1988-1990年）
- 96173號宇宙——《奇异博士》（1978年）
- 78909號宇宙——《新驚奇4超人（英语：The New Fantastic Four）》（1978年）
- 600043號宇宙——《美国队长（英语：Captain America (1979 film)）》、《美國隊長2：死亡危機（英语：Captain America II: Death Too Soon）》（1979年）
- 700974號宇宙——《石頭人（英语：Fred and Barney Meet the Thing#The Thing）》（1979年）
- 700459號宇宙——《女蜘蛛人（英语：Spider-Woman (TV series)）》（1979-1980年）
- 800801號宇宙——《德古拉：被詛咒的君王》（1980年）
- TRN134號宇宙——《恐怖傳說怪奇！科學怪人》（1981年）
- 58470號宇宙——《天將神兵》（1986年）
- TRN250號宇宙——《太陽俠（英语：Solarman (TV series)）》（1986年）
- 652975號宇宙——《X戰警：幻影貓（英语：X-Men: Pryde of the X-Men）》（1989年）
- 58627號宇宙——（1989年）
- 697064號宇宙——《美国队长》（1990年）
- 635972號宇宙——《超能小隊（英语：Power Pack (film)）》（1991年）
- 92131號宇宙——《X戰警》、《蜘蛛人》（1992-1998年）
- 121613號宇宙——《驚奇4超人》（1994年）
- 534834號宇宙——《驚奇4超人（英语：Fantastic Four (1994 TV series)）》、《鋼鐵人（英语：Iron Man (TV series)）》、《無敵浩克（英语：The Incredible Hulk (1996 TV series)）》（1994-1997年）
- 95132號宇宙——《超極力量（英语：Ultraforce (TV series)）》（1995年）
- 700029號宇宙——《X世代》（1996年）
- 83930號宇宙——《神秘的夜人（英语：Night Man (TV series)）》（1997-1999年）
- 634962號宇宙——《銀色衝浪手（英语：Silver Surfer (TV series)）》（1998年）
- 5724號宇宙——《尼克·弗瑞：神盾局特工》（1998年）
- 26320號宇宙——刀锋战士系列电影（1998-2004年）
- 730784號宇宙——《復仇者聯盟：團結一致（英语：The Avengers: United They Stand）》（1999-2000年）
- 10005號宇宙——X戰警系列電影（2000-2020年）
  - 原時間線（2000-2014年）
  - 全新時間線（2014-2019年）
    - 17315號宇宙[e]——《羅根》（2017年）
    - 41633號宇宙[e]——《死侍2》（2018年）
- 11052號宇宙——《X戰警：進化》（2000年）
- 704509號宇宙——《異種戰士（英语：Mutant X (TV series)）》（2001年）
- 701306號宇宙——《夜魔俠》（2003年）、《幻影殺手》（2005年）
- 20030620號宇宙——《綠巨人浩克》（2003年）
- 760207號宇宙——《動畫版蜘蛛俠（英语：Spider-Man: The New Animated Series）》（2003年）
- 58732號宇宙——《惩罚者》（2004年）、《惩罚者2：战争特区》（2007年）
- 58460號宇宙——《類人體》（2005年）
- 121698號宇宙——《神奇四侠》系列电影[[[Wikipedia:格式手册/链接#章節|錨點失效]]]（2005-2007年）
- 3488號宇宙——《终极复仇者》、《终极复仇者2》（2006年）
- TRN608號宇宙——《X戰警：黑潮（英语：X-Men: Darktide）》（2006年）
- 26320號宇宙——《刀鋒戰士》（2006年）
- 135263號宇宙——《驚奇4超人：世界最偉大的英雄們（英语：Fantastic Four: World's Greatest Heroes）》（2006年）
- 199673號宇宙——《無敵鋼鐵人（英语：The Invincible Iron Man (film)）》（2007年）
- 121347號宇宙——《惡靈戰警》（2007年）、《灵魂战车2：复仇时刻》（2012年）
- 2772號宇宙——《斯特兰奇博士：至尊巫师》（2007年）
- 199999號宇宙——漫威電影宇宙
  - 多重時間線——多元宇宙大戰結束後被驅逐出199999號宇宙
  - 616號宇宙——主時間線（2008年至今）
  - 多重時間線（2017年至今）
- 555326號宇宙——《下一代复仇者：明日英雄》（2008年）
- 8096號宇宙——《金鋼狼與X戰警（英语：Wolverine and the X-Men (TV series)）》、《綠巨人大戰（英语：Hulk vs.）》、《雷神索爾：仙宮傳說（英语：Thor: Tales of Asgard）》、《復仇者聯盟：史上最強英雄戰隊》（2009-2013年）
- 93342號宇宙——《漫威超級英雄：甚麼——？！（英语：Marvel Superheroes: What the--?!）》（2009年）
- 904913號宇宙——《鋼鐵人：裝甲冒險》（2009年）
- 91119號宇宙——《Q版大英雄》（2009年）
- 21127號宇宙——《黑豹（英语：Black Panther (TV series)）》（2010年）
- 10022號宇宙——《綠巨人星球》（2010年）
- 101001號宇宙——《漫威日本动画》系列、《鋼鐵人：噬甲危机（英语：Iron Man: Rise of Technovore）》、《復仇者聯盟動畫：黑寡婦與制裁者（英语：Avengers Confidential: Black Widow & Punisher）》（2010-2014年）
- TRN607號宇宙——《鋼鐵人與浩克：聯合戰記（英语：Iron Man and Hulk: Heroes United）》、《鋼鐵人與美國隊長：聯合戰記（英语：Iron Man and Captain America: Heroes United）》（2013-2014年）
- 14042號宇宙——《天雷爭霸：復仇者聯盟》（2014-2015年）
- 14123號宇宙——《大英雄天團》電影、電視劇及系列短片（2014-2022年）
- 17628號宇宙——《星際異攻隊（英语：Guardians of the Galaxy (TV series)）》（2015年）、《蜘蛛侠》（2017年）、《復仇者聯盟之正義出擊》第五季、《蜘蛛軍團》（2018年）、《猛毒的秘密歷史》（2020年）
- 15866號宇宙——《驚奇4超人》（2015年）
- TRN838號宇宙——《超級英雄冒險：冰霜大戰》（2015年）
- TRN835號宇宙——《漫威Funko短片》（2016年）
- TRN917號宇宙——復仇者聯盟營（2017年至今）
- 17040號宇宙——《變種軍團》（2017-2019年）
- TRN726號宇宙——《蟻人（英语：Ant-Man (TV series)）》（2017年）
- TRN642號宇宙——《漫威未來復仇者（英语：Marvel Future Avengers）》（2017年）
- 17372號宇宙——《變種天賦》（2017-2019年）
- 17154號宇宙——《漫威超級英雄大冒險（英语：Marvel Super Hero Adventures）》（2017年）
- TRN684號宇宙——漫威崛起系列（英语：Marvel Rising#Animated media）（2018-2019年）
- TRN896號宇宙——《惊奇战地》系列（2020-2021年）
- 1226號宇宙——《魔多客（英语：M.O.D.O.K. (TV series)）》（2021年）、《殺手》（2021年至今）
- TRN888號宇宙——《小蜘蛛和他的驚奇朋友（英语：Spidey and His Amazing Friends (2021 TV series)）》（2021年至今）
- TRN995號宇宙——《月亮女孩與惡魔恐龍（英语：Moon Girl and Devil Dinosaur）》（2023年至今）